# Жан I (дофин Оверни)
Жан I Дофинет (фр. Jean Ier dauphin d’Auvergne, dit Dauphinet; ок. 1285 — 10 марта 1351) — 6-й дофин Оверни с 1324 года, сеньор де Меркёр с 1321 года. Сын дофина Роберта IV и его жены Аликс (Аликсенды) де Меркёр. Причина, по которой он носил прозвище Дофинет, не известна.
27 мая 1313 года женился на Анне де Пуатье-Валентинуа (ок. 1289 — 17 августа 1351), вдове Генриха, графа Родеза.
Дети:
- Беро I, дофин Оверни
- Аме, сеньор де Рошфор
- Гуго
- Изабо (Изабелла), муж — Годфруа д’Овернь, сеньор де Монгаскон.

С 1339 года участвовал в Столетней войне на стороне французского короля. В 1340 году отличился в битве при Сент-Омере.